# 長山号
長山号（ながやまごう）は、大日本帝国陸軍が試作した無線操縦戦車。名称は開発を主導した長山三男陸軍工兵大尉の名から取られた。

## 経緯
陸軍は1920年代から、長山大尉の指揮の下に下野常吉らを中心として無線操縦の研究を開始しており、まず1927年（昭和2年）3月に送信機と受信機がセットとなった無線操縦装置が一揃い製作され、戸山ヶ原で試験が行われた。長山大尉は汎用性の高いこの無線操縦装置を戦車に搭載することを発案。1930年（昭和5年）に陸軍東京砲兵工廠で試作車一輌が製作され、同年3月13日には民間の科学者に向けた公開実験に成功した。その後、この「長山号」は同年3月20日から市政会館で開催された「放送開始満五年記念ラヂオ博覧會」で一般向けに公開され、会場前の日比谷公園で無線操縦される様子を披露している。しかし、陸軍は無線操縦戦車の実用性に疑問を抱いており、開発計画は同年中に終了した。

## 車体
長山号は装軌式のフォードソン牽引車をベースとしており、その走行装置の上に無線操縦装置の受信機などを搭載した車体を新たに設置していた。操縦には「指揮台」と呼ばれる送信装置が用いられ、指揮台に備えられた16個のジャックにプラグを差し込むことによって、前進や後退、方向転換、機関銃や爆弾筒の使用などといった計16種類の動作を指示することができる。武装は車体上部の銃塔に備えられた機関銃1門と車体両側面に備えられた爆弾筒2基のみで、実質的には豆戦車に近い規模の車両だった。なお、武装のほかに信号煙火の発射装置も装備している。